# Stefan Gustavsson (ishockeyspelare)
För andra personer med samma namn, se Stefan Gustavsson
Stefan Hans Gustavsson, född 22 november 1965, är en svensk före detta ishockeyspelare. Han påbörjade sin ishockeykarriär i moderklubben Hammarby IF där han säsongen 1985/86 tog steget till dess seniorlag och blev så småningom blev lagkapten. Efter fem säsonger med klubben i Division I anslöt han säsongen 1990/91 till Djurgårdens IF i Elitserien, med vilka han också vann SM-guld.
Efter en säsong med Djurgården återvände han till Division I och spelade sedan tre säsonger för Huddinge IK. Mellan 1994 och 2001 spelade han åter i Elitserien, denna gång med AIK. Därefter tillbringade han en och en halv säsong med Linköping HC. Han avslutade karriären med spel för AIK i Hockeyallsvenskan 2003. Gustavsson spelade under karriären också två matcher för A-landslaget. Sedan slutet av 2024 är Gustavsson VD för AIK Ishockey.
Smeknamnet "Myran" fick Gustavsson efter en tid då han i unga år spelade basket och upplevdes som kortväxt jämfört med alla desto längre spelare. Han bor tillsammans med artisten Susie Päivärinta. Paret har tre barn.

## Karriär

### 1985–1990: Hammarby IF
Gustavson växte upp på Södermalm i Stockholm i en idrottsintresserad familj där han under unga år representerade Hammarby IF i ett flertal sporter; fotboll, bandy, basket och ishockey. Smeknamnet ”Myran” fick han som liten, troligen på grund av sin längd då han spelade basket. Han satsade emellertid på ishockey och gjorde seniordebut för Hammarby IF vid 20-års ålder säsongen 1985/86 i Division I. Gustavsson noterades för sitt första mål i Hammarby, och i Division I, den 22 oktober 1985 i en 6–0-seger mot Malungs IF. Han spelade 14 grundseriematcher och stod för två mål totalt. Via play-off tog sig laget sedan till Kvalserien där man slutade på tredje plats. Gustavson spelade elva matcher i play-off och kval producerade fem poäng, varav två mål. Den efterföljande säsongen blev hans första kompletta i Hammarbys seniorlag och han blev omgående en av lagets bäst producerande spelare. På 31 grundseriematcher stod han för nära en poäng per match (9 mål, 21 assist). Laget tog sig inte till Kvalserien denna säsong då man i sista play-off slogs ut av Väsby IK med 2–1 i matcher.
Säsongen 1987/88 förbättrade Gustavson sin poängproduktion ytterligare och vann lagets interna poäng- och assistliga. I grundseriens andra omgång, den 7 oktober 1987, stod Gustavsson för sitt första hattrick i Division I; detta i en seger mot RA 73 med hela 15–3. På 32 grundseriematcher stod han för 55 poäng (38 assist). Denna säsong fick laget spela fortsättningsserie för att ta sig till play-off. Där slogs man dock ut i första rundan av Tyringe SoSS med 2–1 i matcher. Säsongen 1988/89 vann Hammarby Division I Östra. Gustavsson utsågs inför denna säsong till lagkapten. Den 9 november 1988 stod han för sitt andra hattrick i Division I, i en 7–4-seger mot Uppsala AIS. Han gjorde sin poängmässigt bästa grundserie i Division I då han 33 matcher stod för 58 poäng och återigen vann lagets interna poängliga. Med 32 assistpoäng vann han åter också interna assistligan. Play-off blev dock en besvikelse för Hammarby då man direkt slogs ut av Väsby IK med 2–0 i matcher. Säsongen 1989/90 kom att bli Gustavssons sista med Hammarby. Han stod för sitt tredje hattrick i Division I i en 3–4-förlust mot Nacka HK den 27 november 1989. I grundserien noterades han för en poäng per match (25 matcher; 14 mål, 11 assist). För fjärde säsongen i rad misslyckades laget att ta sig till kvalseriespel.

### 1990–2001: SM-guld, Huddinge IK och AIK
Inför säsongen 1990/91 anslöt Gustavson till Djurgårdens IF i Elitserien. Han gjorde debut i ligan den 20 september 1990 i en 3–1-förlust mot Malmö IF. Den 7 oktober samma år noterades han för sitt första Elitseriemål i en 2–2-match mot Brynäs IF. Totalt noterades han för fyra mål och tre assistpoäng på 36 grundseriematcher. Laget vann grundserien och tog sig därefter till final i SM-slutspelet genom att slå ut Södertälje SK och Västerås IK (båda med 2–0 i matcher). Man vann sedan även finalserien mot Färjestad BK med 3–0 i matcher och Gustavson vann därmed SM-guld. På tre spelade slutspelsmatcher gick han dock poänglös.
Gustavsson tillbringade endast en säsong med Djurgården och återvände till Division I säsongen därpå; denna gång till Huddinge IK. Den första säsongen i klubben spelade han endast 13 grundseriematcher, men hade en stark poängproduktion då han stod för 17 poäng, varav tio mål. Huddinge vann Division I Östra, men misslyckades därefter att ta sig till Kvalserien då man slogs ut i sista play off-rundan av Team Boro HC med 2–0 i matcher. I sin andra säsong med Huddinge spelade han 18 grundseriematcher och gjorde 28 poäng, varav elva mål. Laget vann återigen grundserien, denna gång Division I Västra. Via spel i Allsvenskan tog man sig till Kvalserien. Väl där slutade laget på sista plats och misslyckades därmed att avancera till Elitserien. På nio kvalmatcher noterades Gustavsson för två assistpoäng. Inför säsongen 1993/94 utsågs Gustavsson till assisterande lagkapten i Huddinge. På 21 grundseriematcher stod han för 27 poäng (16 mål, 11 assist).
Efter tre säsonger med Huddinge IK stod det inför säsongen 1994/95 klart att Gustavsson skrivit ett avtal med AIK i Elitserien. Under sina två första säsonger i klubben hade Gustavsson en betydligt lägre poängproduktion i jämförelse med de återstående fem säsongerna. Första säsongen misslyckades laget att ta sig till SM-slutspel. Gustavsson spelade 39 grundseriematcher där han stod för sju mål och en assistpoäng. Säsongen därpå spelade han 33 matcher och stod för 14 poäng, varav fyra mål. Under sin tredje säsong i AIK slutade Gustavsson på tredje plats i lagets interna poängliga. Han spelade samtliga 50 grundseriematcher och stod för 30 poäng (13 mål, 17 assist). Laget slutade på femte plats i grundserien och i det följande SM-slutspelet slog man i kvartsfinalserien ut Djurgårdens IF med 3–1 i matcher. I semifinal besegrades man dock av Luleå HF med 3–0. På sju slutspelsmatcher noterades Gustavsson för en assistpoäng.
AIK hade en svårare säsong 1997/98. Laget slutade näst sist i grundserien där Gustavsson var AIK:s poängmässigt bästa spelare. Han var den i laget som gjorde flest mål (15) och assist (17, tillsammans med Pavel Patera). AIK vann därefter Kvalserien efter att ha vunnit åtta av tio matcher. Tillsammans med Patera var Gustavsson återigen lagets poängmässigt bästa spelare (två mål, åtta assist). Säsongen 1998/99 gjorde Gustavsson sin karriärs bästa grundserie poängmässigt i Elitserien. För andra säsongen i följd vann han lagets interna poängliga; på 50 matcher stod han för 52 poäng vilket gav honom en femteplats i Elitseriens poängliga. 35 assistpoäng var också Gustavssons högsta notering i Elitseriens grundserie. Denna notering gav honom en tredjeplats i Elitseriens assistliga. Utöver detta var han också den i laget som ådrog sig flest utvisningsminuter (81).
Inför säsongen 1999/00 utsågs Gustavsson till assisterande lagkapten i AIK. Han gjorde ytterligare en poängmässigt stark säsong och slutade på sjätte plats i den totala poängligan. På 49 grundseriematcher noterades han för 47 poäng och gjorde sin målmässigt bästa grundserie i Elitserien (18). Trots detta misslyckades laget att ta sig till SM-slutspel då man slutade på nionde plats i grundserien. För tredje gången i karriären vann Gustavsson AIK:s interna poängliga säsongen 2000/01. Han spelade 46 matcher i grundserien och stod för 40 poäng, varav 13 mål. Laget slutade på sjunde plats och i SM-slutspelet slogs laget ut i den första rundan med 4–1 i matcher mot Djurgårdens IF. Gustavsson gjorde ett mycket bra slutspel där han snittade två poäng per match; på dessa fem matcher stod han för fyra mål och sex assistpoäng.

### 2001–2003: Slutet av karriären
Efter sju säsonger med AIK bekräftades det den 18 maj 2001 att Gustavsson skrivit ett ettårsavtal med seriekonkurrenten Linköping HC. Gustavsson hade vid denna tidpunkt tankar om att spela utomlands och hade kontakt med bland andra SKA Sankt Petersburg och Düsseldorfer EG. I grundserien spelade Gustavsson 49 matcher och slutade på andra plats i den interna poängligan (31 poäng). Utöver detta var han den i laget som stod för flest assistpoäng (22). Laget slutade på tionde plats och misslyckades därmed att ta sig till slutspel. Den 2 maj 2002 stod det klart att Gustavsson skrivit ett nytt ettårsavtal med Linköping, med option på ytterligare ett år. Inför säsongen utsågs han till ny lagkapten för Linköping. Han fick dock en tuff inledning av grundserien där han under några matcher blev bänkad; den 26 november 2002 bekräftade klubben att Gustavsson lämnat den.
Den 9 januari 2003 meddelades det att Gustavsson återvänt till AIK, nu i Allsvenskan, på lån för återstoden av säsongen. Han spelade avslutningen av grundserien för klubben, som lyckades att ta sig till Kvalserien. På dessa tolv matcher noterades han för ett mål och fyra assistpoäng. I kvalspelet var Gustavsson AIK:s poängmässigt bästa spelare med tio poäng på nio matcher. Med fyra mål var han också lagets främsta målskytt; utöver detta var han också den i laget som ådrog sig flest utvisningsminuter (26). Laget slutade på fjärde plats i Kvalserien och misslyckades därmed att avancera till Elitserien. Detta kom att bli Gustavssons sista säsong som professionell ishockeyspelare. Han medgav att han haft för avsikt att fortsätta spela för AIK men att man inte kunde komma överens om något nytt avtal på grund av ekonomiska skäl.

## Statistik
| 1985–86                  | Hammarby IF              | Div. I                   | 14  | 2   | 0   | 2   | 4   | 11 | 2 | 3  | 5  | 14 |
| 1986–87                  | Hammarby IF              | Div. I                   | 31  | 9   | 21  | 30  | 10  | 5  | 3 | 0  | 3  | 0  |
| 1987–88                  | Hammarby IF              | Div. I                   | 32  | 17  | 38  | 55  | 34  | 3  | 1 | 3  | 4  | 4  |
| 1988–89                  | Hammarby IF              | Div. I                   | 33  | 26  | 32  | 58  | 54  | 2  | 0 | 1  | 1  | 4  |
| 1989–90                  | Hammarby IF              | Div. I                   | 25  | 14  | 11  | 25  | 42  | 5  | 1 | 3  | 4  | 10 |
| 1990–91                  | Djurgårdens IF           | Elitserien               | 36  | 4   | 3   | 7   | 7   | 3  | 0 | 0  | 0  | 0  |
| 1991–92                  | Huddinge IK              | Div. I                   | 13  | 10  | 7   | 17  | 14  | 4  | 1 | 0  | 1  | 8  |
| 1992–93                  | Huddinge IK              | Div. I                   | 18  | 11  | 17  | 28  | 8   | 9  | 0 | 2  | 2  | 18 |
| 1993–94                  | Huddinge IK              | Div. I                   | 21  | 16  | 11  | 27  | 30  | 2  | 0 | 0  | 0  | 2  |
| 1994–95                  | AIK                      | Elitserien               | 39  | 7   | 1   | 8   | 16  | —  | — | —  | —  | —  |
| 1995–96                  | AIK                      | Elitserien               | 33  | 4   | 10  | 14  | 8   | —  | — | —  | —  | —  |
| 1996–97                  | AIK                      | Elitserien               | 50  | 13  | 17  | 30  | 22  | 7  | 0 | 1  | 1  | 2  |
| 1997–98                  | AIK                      | Elitserien               | 45  | 15  | 17  | 32  | 38  | 10 | 2 | 8  | 10 | 6  |
| 1998–99                  | AIK                      | Elitserien               | 50  | 17  | 35  | 52  | 81  | —  | — | —  | —  | —  |
| 1999–00                  | AIK                      | Elitserien               | 49  | 18  | 29  | 47  | 20  | —  | — | —  | —  | —  |
| 2000–01                  | AIK                      | Elitserien               | 46  | 13  | 27  | 40  | 38  | 5  | 4 | 6  | 10 | 2  |
| 2001–02                  | Linköping HC             | Elitserien               | 49  | 9   | 22  | 31  | 34  | —  | — | —  | —  | —  |
| 2002–03                  | Linköping HC             | Elitserien               | 21  | 4   | 3   | 7   | 6   | —  | — | —  | —  | —  |
| 2002–03                  | AIK                      | Allsv.                   | 12  | 1   | 4   | 5   | 8   | 9  | 4 | 6  | 10 | 26 |
| Elitserien totalt        | Elitserien totalt        | Elitserien totalt        | 418 | 104 | 164 | 268 | 270 | 25 | 6 | 15 | 21 | 10 |
| Hockeyallsvenskan totalt | Hockeyallsvenskan totalt | Hockeyallsvenskan totalt | 12  | 1   | 4   | 5   | 8   | 9  | 4 | 6  | 10 | 26 |
| Div. 1 totalt            | Div. 1 totalt            | Div. 1 totalt            | 187 | 105 | 137 | 242 | 196 | 41 | 8 | 12 | 20 | 60 |